# Seznam členů zastupitelstva Královéhradeckého kraje (2008–2012)
Seznam krajských zastupitelů Královéhradeckého kraje ve 3. volebním období (2008–2012).
Po volbách 2008 se do Zastupitelstva Královéhradeckého kraje dostaly následující subjekty:
- ČSSD – 18 mandátů
- ODS – 13 mandátů
- KSČM – 7 mandátů
- Koalice pro Královéhradecký kraj (KDU-ČSL a Nestraníci) – 4 mandáty
- SNK ED – 3 mandáty

## Seznam zastupitelů
| Jméno, příjmení a tituly         | Zvolen(a) za    | Stranická příslušnost | Funkce | Poznámka                                                                                    |
| -------------------------------- | --------------- | --------------------- | --- | ------------------------------------------------------------------------------------------- |
| Mgr. Miroslav Behan              | ODS             | ODS                   | |                                                                                             |
| Jan Bém                          | ODS             | ODS                   | |                                                                                             |
| Mgr. Martina Berdychová          | SNK ED          | SNK ED                | |                                                                                             |
| Ing. Pavel Bradík                | ODS             | ODS                   | | Rezignoval v listopadu 2010. V zastupitelstvu ho nahradil Miroslav Vlasák.                  |
| Ing. Vladimír Derner             | Koalice pro KHK | KDU-ČSL               | Radní pro majetkoprávní oblast; od ledna 2009 jako náměstek hejtmana                                              |                                                                                             |
| Vlastimil Dlab                   | KSČM            | nestr. za KSČM        | Předseda výboru pro dopravu                                                                                       |                                                                                             |
| Helmut Dohnálek                  | SNK ED          | SNK ED                | Radní pro regionální rozvoj, územní plánování, stavební řád a cestovní ruch; od ledna 2009 jako náměstek hejtmana |                                                                                             |
| Ing. Václava Domšová             | SNK ED          | nestr. za SNK ED      | Předsedkyně výboru pro kulturu a památkovou péči                                                                  |                                                                                             |
| MUDr. Vladimír Dryml             | ČSSD            | ČSSD                  | 1. náměstek hejtmana pro zdravotnictví (do ledna 2009)                                                            | V únoru 2009 byl vyloučen ze zastupitelského klubu ČSSD a stal se nezařazeným zastupitelem. |
| Rudolf Fiala                     | ODS             | ODS                   | |                                                                                             |
| Bc. Lubomír Franc                | ČSSD            | ČSSD                  | Hejtman Královéhradeckého kraje                                                                                   |                                                                                             |
| Vladislav Friml                  | ČSSD            | nestr. za ČSSD        | |                                                                                             |
| Jiří Gangur                      | KSČM            | KSČM                  | |                                                                                             |
| Ing. Aleš Gonák                  | ČSSD            | ČSSD                  | |                                                                                             |
| Věra Hlostová                    | ODS             | ODS                   | |                                                                                             |
| Luboš Hübsch                     | ČSSD            | ČSSD                  | Předseda finančního výboru                                                                                        |                                                                                             |
| Ing. Karel Janeček               | ČSSD            | ČSSD                  | |                                                                                             |
| Josef Ješina                     | ČSSD            | ČSSD                  | Radní pro dopravu a silniční hospodářství                                                                         |                                                                                             |
| Ing. Jaroslav Jirásko            | Koalice pro KHK | KDU-ČSL               | Předseda výboru pro výchovu, vzdělávání a zaměstnanost                                                            |                                                                                             |
| Ing. Rostislav Jireš             | ČSSD            | ČSSD                  | Předseda výboru pro regionální rozvoj a cestovní ruch                                                             |                                                                                             |
| Bc. Otakar Kalenda               | ČSSD            | ČSSD                  | Předseda sociálního výboru (od března 2009)                                                                       |                                                                                             |
| Petr Kuřík                       | ODS             | ODS                   | |                                                                                             |
| PaedDr. Josef Lukášek            | KSČM            | KSČM                  | |                                                                                             |
| Petr Luska                       | ČSSD            | ČSSD                  | |                                                                                             |
| MUDr. Jan Michálek               | ODS             | ODS                   | Předseda výboru pro sport a volnočasové aktivity                                                                  |                                                                                             |
| Mgr. Libor Mojžíš                | ODS             | ODS                   | |                                                                                             |
| PhDr. Bc. Jiří Nosek             | ČSSD            | ČSSD                  | Radní pro školství a kulturu                                                                                      |                                                                                             |
| RSDr. Jaroslav Ošťádal           | KSČM            | KSČM                  | |                                                                                             |
| Miloslav Plass                   | ODS             | ODS                   | |                                                                                             |
| Rudolf Polák                     | ČSSD            | ČSSD                  | Předseda výboru pro lidská práva (od října 2010)                                                                  |                                                                                             |
| JUDr. Libuše Růčková             | ODS             | ODS                   | | V září 2010 v zastupitelstvu nahradila Josefa Šimurdu.                                      |
| RSDr. Ing. Otakar Ruml           | KSČM            | KSČM                  | Předseda výboru pro životní prostředí a zemědělství                                                               |                                                                                             |
| doc. RNDr. Marian Slodičák, CSc. | ČSSD            | nestr. za ČSSD        | |                                                                                             |
| Ing. Josef Šimurda               | ODS             | ODS                   | | Rezignoval v srpnu 2010. V zastupitelstvu ho nahradila Libuše Růčková.                      |
| Mgr. Táňa Šormová                | KSČM            | nestr. za KSČM        | Předsedkyně kontrolního výboru                                                                                    |                                                                                             |
| Mgr. Jiří Štěpán                 | ČSSD            | ČSSD                  | |                                                                                             |
| Karel Švenka                     | ČSSD            | ČSSD                  | |                                                                                             |
| Ing. Josef Táborský              | ČSSD            | ČSSD                  | Náměstek hejtmana pro ekonomiku a zahraniční vztahy; od ledna 2009 jako 1. náměstek hejtmana                      |                                                                                             |
| Ing. Jan Tippner                 | ČSSD            | ČSSD                  | Radní pro životní prostředí a zemědělství                                                                         |                                                                                             |
| PharmDr. Jana Třešňáková         | ČSSD            | ČSSD                  | Radní pro zdravotnictví (od ledna 2009); předsedkyně sociálního a zdravotního výboru (do března 2009)             |                                                                                             |
| Ing. Miroslav Uchytil            | Koalice pro KHK | KDU-ČSL               | Radní pro sociální oblast                                                                                         |                                                                                             |
| MUDr. Jiří Vambera               | ODS             | ODS                   | |                                                                                             |
| MUDr. Jiří Veselý                | Koalice pro KHK | KDU-ČSL               | Předseda zdravotního výboru (od března 2009)                                                                      |                                                                                             |
| Miroslav Vlasák                  | ODS             | ODS                   | | V lednu 2011 v zastupitelstvu nahradil Pavla Bradíka.                                       |
| František Vrabec                 | KSČM            | nestr. za KSČM        | |                                                                                             |
| Ing. Jaroslav Winter             | ODS             | ODS                   | |                                                                                             |
| Ing. Vladimír Záleský            | ODS             | ODS                   | |                                                                                             |